# سسک دماغه سبز

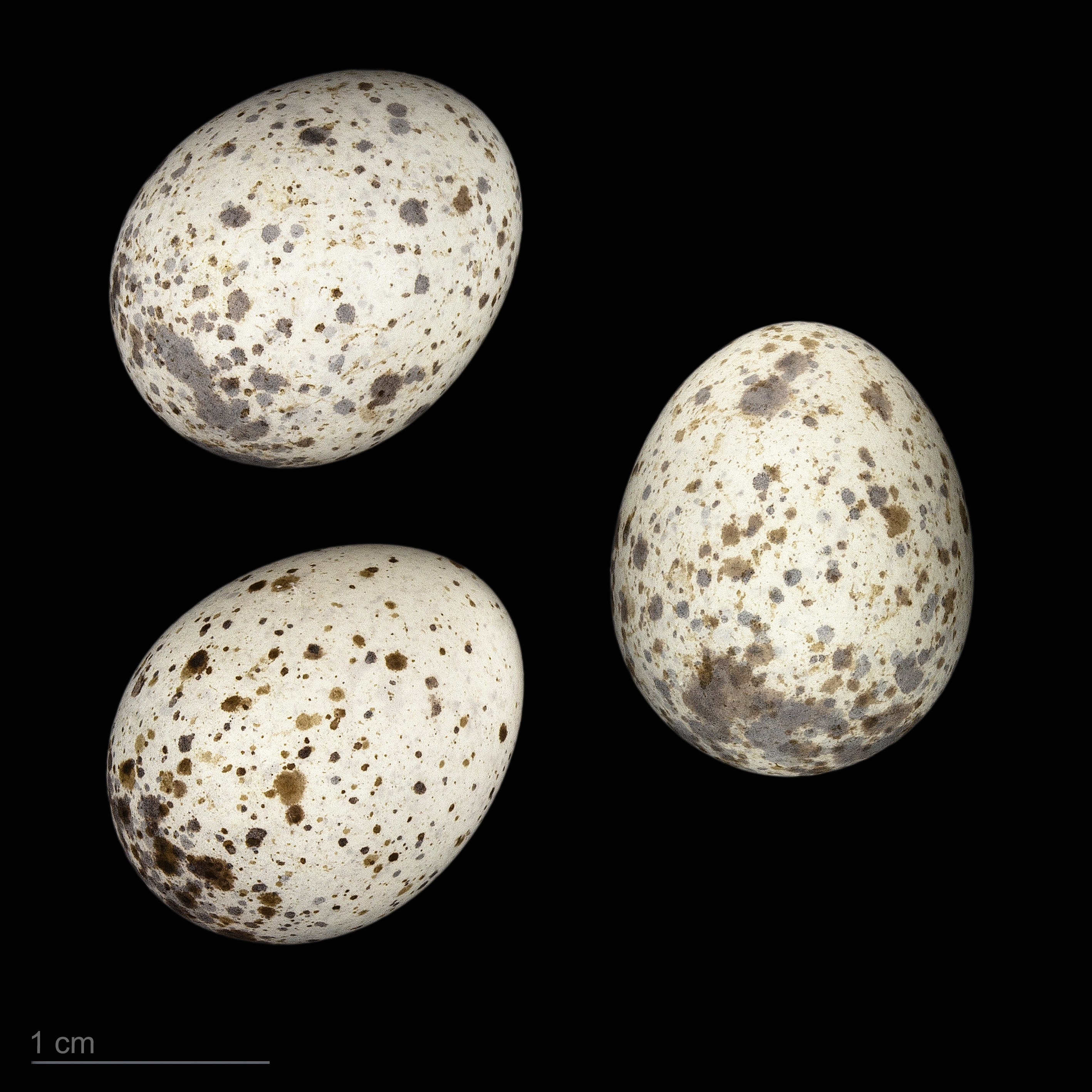
Acrocephalus brevipennis

سسک دماغه سبز (نام علمی: Acrocephalus brevipennis) یک سسک جهان قدیم از سردهٔ سسک‌های نیزار است. همچنین به عنوان سسک نیشکر دماغه سبز یا سسک باتلاق دماغه سبز و در زبان کریول به عنوان tchota-de-cana یا chincherote (همچنین chintchirote) شناخته می‌شود. در سانتیاگو، فوگو و سائو نیکولا در جزایر کیپ ورد تولیدمثل می‌کند. در گذشته در براوا زادآوری داشت. این گونه در دره‌های با پوشش گیاهی خوب یافت می‌شود و از مناطق خشک دوری می‌کند. در نیزارها لانه می‌سازد و دو تا سه تخم در یک آشیانهٔ آویزان گذاشته می‌شود.